# In the Shadow of the Cobra
In the Shadow of the Cobra is een Amerikaanse film uit 2004 van regisseur Ted Nicolaou.

## Verhaal
De Britse Archeoloog Professor Hyde-White heeft een oud artefact gevonden, dat de weg kan wijzen naar de verloren tempel van Faramundi. Maar voordat hij een expeditie kan samenstellen, wordt hij ontvoerd door Philipe Gallo, die de schatten van de tempel wil roven. Jake Whitcomb, een leerling van de professor, vindt diens aantekeningen, waaronder een kopie van de kaart. Volgens de legende is er muziek nodig om de geheimen van de tempel te ontsluieren, daarom vraagt Jake de hulp van de musicologe Samantha Kincaid. Samen gaan ze naar India, waar ze naar museumcurator Kabir gaan, die een artefact bezit dat de juiste muzikale tonen kan voortbrengen. Daarna gaan ze op zoek naar de professor en natuurlijk de tempel.

## Rolbezetting
- Sean Young als Samantha Kincaid
- James Acheson als Jake Whitcomb
- Rutger Hauer als Philipe Gallo
- Michael O'Hagan als Professor Hyde-White
- Gulshon Glover als Kabir
- Mel Johnson jr. als Russell
- Greg Joelson als Michael